# Glidflygning

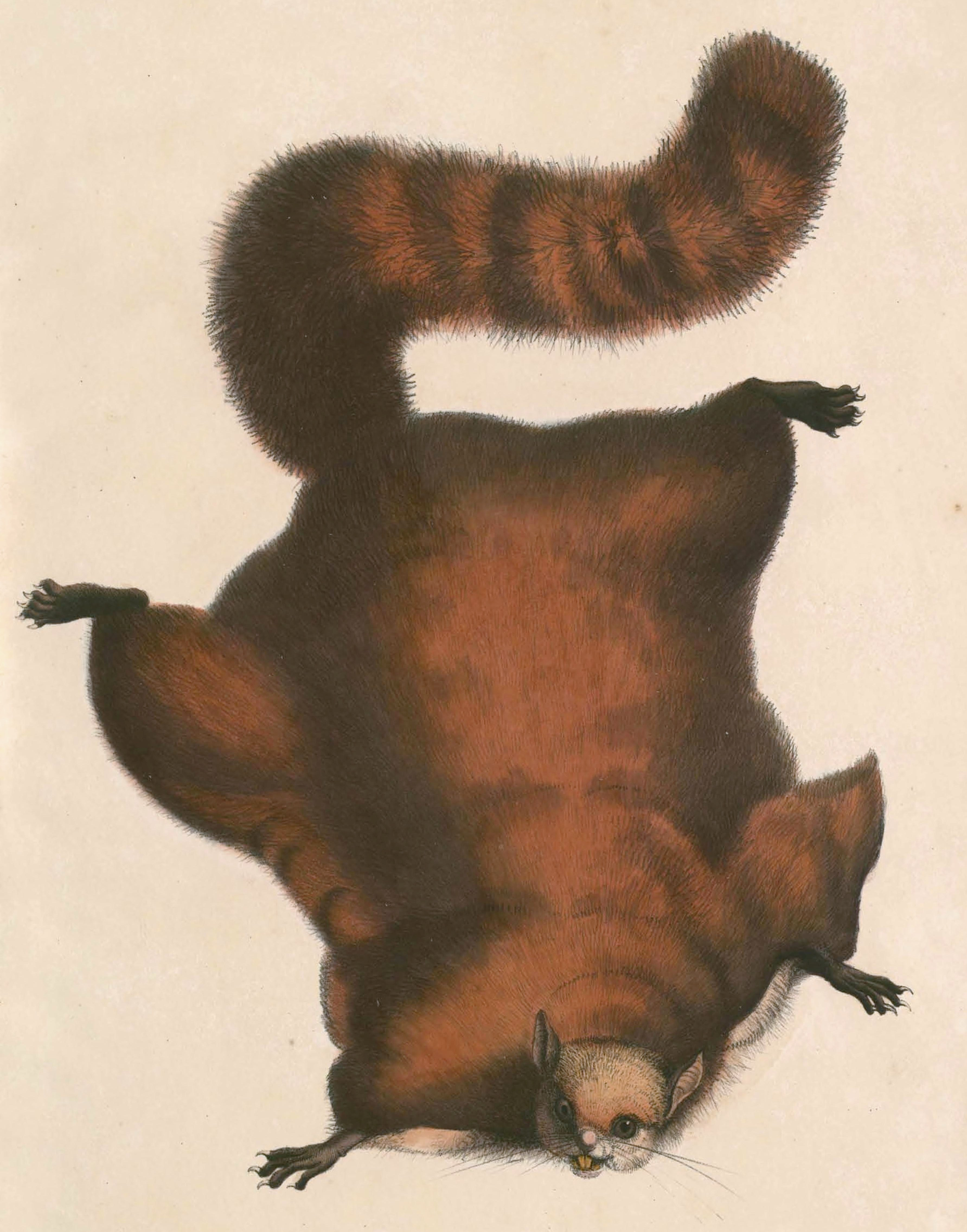
Rödbrun jätteflygekorre med utsträckt flygmembran.

Glidflygning eller glidflykt är när en kropp tyngre än luft, rör sig genom luften utan att falla, enbart med hjälp av tryckkraft från de yttre luftströmmarna. Detta ska skiljas från flygning som grundar sig på att antingen kroppen är lättare än luft (har lägre densitet), eller förbrukar energi för att åstadkomma en lyftkraft.

## Glidflygande organismer
I växtriket glidflyger många typer av pollen och frön. Några glidflygande djur är flygfisk och flygekorre. Många fåglar använder sig både av olika glidflyktstekniker, exempelvis dynamisk glidflygning, uppblandat med aktiv flykt. Även vissa bläckfiskar (som Todarodes sagittatus, "europeisk flygbläckfisk") kan ägna sig åt glidflykt.

### Exempel
- Ecnomiohyla (och andra flyggrodor)
- Flygekorrar
- Flygfiskar
- Flygormar
- Pälsfladdrare
- Todarodes (och andra flygbläckfiskar)

## Glidflygande farkoster
Glidflygplan används framför allt som hobbyfarkost, men har också förekommit i militära operationer.